# Опера спасения
«Опера спасения», «опера спасения и ужасов» (фр. opéra de sauvetage, opéra à sauvetage, pièce à/de/au sauvetage) — жанр французской героической оперы конца XVIII века — начала XIX века, получивший своё развитие в годы Великой французской революции. Главным композитором направления был Луиджи Керубини.

## История
Термин «опера спасения» (или «опера страха и спасения») появился около 1800 года. Сам жанр, обличавший тиранию и насилие, воспевавший доблесть борцов за свободу и справедливость, родился в годы Великой французской революции, но имел своих более ранних предшественниц — оперы «Дезертир» П. А. Монсиньи (1769), «Ричард Львиное сердце» А. Гретри (1784),а также французские оперы А. Сальери «Данаиды» (1784) и «Тарар» (1787), в которых (в первом случае ещё в традиционной для классицистской оперы мифологической форме, а во втором уже на более современном материале) разрабатывалась та же тема, уже присутствовали многие особенности жанра и унаследованный от К. В. Глюка героический стиль.
Некоторые свои особенности — близость сюжетов к современности, динамизм и стремительность развития действия — «опера спасения» заимствовала у французской комической оперы, её сентименталистской версии, и была родственна буржуазной мелодраме..
«Опера спасения» представляла собой разновидность героической драмы и своим названием была обязана характерной сюжетной коллизии: надвигающаяся смертельная опасность преодолевалась в ней благодаря отваге и благородству героев. Типичные образцы этого жанра — «Ужасы монастыря» А. М. Бертона (1790), оперы Луиджи Керубини «Лодоиска» (1791), «Элиза» (1794) и «Два дня» («Водовоз», 1800), а также  «Пещера» Ж. Ф. Лесюёра (1793). В сюжетном отношении и по своей драматургической структуре «оперой спасения» является и «Фиделио» Л. Бетховена (первая редакция — 1805 год). В немецкой культуре опера спасения органично трансформировалась в немецкую романтическую оперу.

## Особенности
- мотив борьбы с тиранией, отвечающий революционным настроениям, обличение тирании и насилия, воспевание доблести борцов за свободу и справедливость.
- монументальность и драматичность, агитационность
- драматургия строится на сопоставлении контрастных образов и сцен
- современные сюжеты (в отличие от доминировавших ранее мифологических), с более дифференцированной привязкой ко времени и месту действия, разнообразие характеров, соединение героики и патетики с бытовым колоритом[4]
- напряженное развитие сюжета с возрастанием опасности для героев
- противоборство положительных и отрицательных персонажей
- надвигающаяся опасность преодолевалась благодаря смелости, отваге и бесстрашию героев
- нагнетание драматического напряжения к концу оперы
- ситуация обязательно завершалась торжеством гуманистических идей, «добра», спасением — отсюда и название[6].

### Музыка
- для музыки характерны драматическая выразительность, стремление к единству композиции (лейтмотивы и т. п.), соединение героических и жанровых элементов[7].
- яркий драматизм музыки, возросшая роль оркестра.
- стремление авторов индивидуализировать музыкальный материал, придать ему большее единство и цельность (в том числе и с использованием лейтмотивных приемов), сильнее выразить рельефность мелодики и ритма (по выражению одного из исследователей, придать им предбетховенскую «аппасионатность») с помощью оркестровых тембров и гармонических оборотов[4].
- близость сюжетов к современности, динамизм и стремительность действия сближали «оперу спасения» с опера комик.
- чтобы усилить эмоциональное впечатление, использовали такие приемы, как декламация на фоне оркестрового звучания, изображающего бурю, шум приближающейся погони.
- простая бытовая песенность соседствует с интонациями и формами классической оперы.
- чередование вокальных номеров и разговорных диалогов.

## Произведения
- Анри Монтан Бертон, «Ужасы монастыря» (1790)
- Луиджи Керубини, «Лодоиска» (1791), «Элиза» (1794), «Два дня (Водовоз)» (1800)
- Жан-Франсуа Лесюёр, «Пещера» (1793, на основе романа «Жиль Блас») — наиболее типичное произведение жанра
- Андре Гретри, «Лизабет» (1797), «Элиска, или Материнская любовь» (1799)
- Фердинандо Паэр, «Леонора» (1804)
- Людвиг ван Бетховен, «Фиделио» (1805) — высшее достижение жанра, некоторыми считается выходящим за его рамки.
- Бедржих Сметана, «Далибор» (1868)